# Gustav Bundt
Gustav Georg Bundt, auch Gustaf (* 30. März 1867 in Dramburg; † 17. September 1949 in Lübeck) war ein deutscher Arzt, Medizinalbeamter und Politiker (DNVP).

## Leben
Bundt wurde als Sohn eines kaiserlichen Postmeisters geboren. Nach dem Besuch des Königlichen Fürstin-Hedwig-Gymnasiums in Neustettin studierte er Medizin an den Universitäten in Greifswald, Erlangen und Berlin. Er wurde 1887 Mitglied der Greifswalder Burschenschaft Rugia. 1891 wurde er der Greifswalder Universität mit der Dissertationsarbeit Über Aequivalente der gewöhnlichen Äußerungen psychischer Störungen zum Dr. med. promoviert und im selben Jahr approbiert. Er arbeitete von 1892 bis 1903 als praktischer Arzt in Belgard an der Persante und war 1904 Kreisarzt in Bublitz, von 1904 bis 1914 in Querfurt und 1914 bis 1923 in Halle. Von 1924 bis 1932 war er als Oberregierungs- und Medizinalrat in Stettin tätig. Er saß dem Gerichtsärztlichen Ausschuss in Stettin vor, war beratend für das Landeswohlfahrtsamt Pommern tätig und gehörte den preußischen Landesgesundheitsrat an. Des Weiteren fungierte er von 1922 bis 1935 als Vorsitzender des Deutschen und Preußischen Medizinalbeamtenvereins, bei dem er bereits von 1919 bis 1922 Schriftführer gewesen war. Bundt galt als Befürworter der Zwangssterilisation.
Im Mai 1928 wurde er für die Deutschnationale Volkspartei (DNVP) als Abgeordneter in den Preußischen Landtag gewählt, dem er bis 1932 angehörte. Im Parlament vertrat er den Wahlkreis 6 (Pommern).
Nach dem Zweiten Weltkrieg flüchtete Bundt als Heimatvertriebener von Stettin-Neutorney nach Westdeutschland und ließ sich in Lübeck nieder, wo er am 17. September 1949 starb. Er wurde auf dem Vorwerker Friedhof beigesetzt.

## Veröffentlichungen (Auswahl)
- Das Weib in der Entwicklung und seine Pflege. Langensalza 1916.
- Preuß. Gebühren-Ordnung für Ärzte und Zahnärzte vom 1. September 1925 mit eingehenden Erläuterungen. (13. neu bearb. Aufl.), bearbeitet gemeinsam mit Paul Saare, 1929.